# Sarah Gregorius
Sarah Joelle Gregorius (* 6. August 1987 in Lower Hutt) ist eine neuseeländische Fußballspielerin, die für die neuseeländische Nationalmannschaft 100 Länderspiele bestritt.

## Karriere

### Vereine
Gregorius wechselte im Sommer 2011 vom Eastern Suburbs AFC nach Bad Neuenahr. Ihr Debüt in der Bundesliga hatte sie am ersten Spieltag der Saison 2011/12 im Spiel gegen den SC Freiburg. Ihre ersten beiden Tore für Bad Neuenahr schoss Gregorius am 6. November 2011 bei einem 2:0-Sieg gegen den FCR 2001 Duisburg. Im Sommer 2013 wechselte sie nach England zum Liverpool Ladies FC, mit dem sie am Saisonende die Meisterschaft in der FA WSL feiern konnte. In der Folge schloss sich Gregorius dem japanischen Erstligisten AS Elfen Saitama an. Im Februar 2016 wechselte sie innerhalb Japans zu Konomiya Speranza FC Osaka-Takatsuki.

### Nationalmannschaft
Gregorius spielte im Jahr 2006 elf Mal für die U-20-Auswahl ihres Landes. Seit dem Jahr 2010 ist sie auch Spielerin der A-Nationalmannschaft Neuseelands, ihr Debüt gab sie am 29. September 2010 beim 14:0 gegen die Auswahl Vanuatus in der Fußball-Ozeanienmeisterschaft der Frauen 2010. Zwei Tage später erzielte sie beim 10:0 gegen die Cookinseln ihre ersten drei Länderspieltore. Auch in den drei folgenden Turnierspielen steuerte sie jeweils mindestens ein Tor bei, wurde mit dem 11:0 im Finale gegen Papua-Neuguinea erstmals Ozeanienmeisterin und qualifizierte sich mit der Mannschaft für die WM 2011. Mit sieben Toren war sie zusammen mit ihrer Mitspielerin Hannah Wilkinson zweitbeste Torschützin des Turniers. Gregorius war Teil der Auswahl ihres Landes bei der Fußball-Weltmeisterschaft 2011. Sie wurde in den drei Gruppenspielen eingesetzt nach denen Neuseeland ausschied. 2012 war sie mit der neuseeländischen Nationalmannschaft Teilnehmerin bei den Olympischen Sommerspielen in London. Dabei bestritten die Neuseeländerinnen gegen Gastgeber Großbritannien das Eröffnungsspiel, das mit 0:1 verloren wurde.  Mit dem 3:1 gegen Kamerun im letzten Gruppenspiel konnte Neuseeland aber erstmals ein Spiel bei einem großen interkontinentalen Turnier gewinnen, wozu sie mit einem Tor beitrug. Neuseeland überstand damit auch erstmals die Gruppenphase und zog als einer der beiden besten Gruppendritten ins Viertelfinale ein. Dort verloren sie gegen den späteren Goldmedaillengewinner USA mit 0:2. Mit dem Sieg bei der  Fußball-Ozeanienmeisterschaft der Frauen 2014 qualifizierten sich die Neuseeländerinnen für die WM 2015. Bei dieser stand sie im Kader und kam in den drei Gruppenspielen zum Einsatz nach denen Neuseeland ausschied. Im Juli 2016 wurde sie in das Aufgebot für die Olympischen Spiele 2016 aufgenommen. Nach den Olympischen Spielen, bei denen sie in den drei Gruppenspielen zum Einsatz kam, beendete sie zunächst ihre internationale Karriere, wurde aber im Februar 2018 für zwei Spiele gegen Schottland im März erneut nominiert. Sie wurde dann auch in den nächsten Spielen eingesetzt, so bei der Fußball-Ozeanienmeisterschaft der Frauen 2018. Dort wurde sie zusammen mit Meagen Gunemba (Papua-Neuguinea), mit je acht Toren beste Torschützin. Die Neuseeländerinnen gewannen das Turnier mit fünf Siegen und erzielten dabei 43 Tore. Damit qualifizierten sie sich für die WM 2019 und die Olympischen Spiele 2020. Ende April wurde sie für die WM in Frankreich nominiert. Sie kam in den drei Gruppenspielen zum Einsatz, die knapp verloren wurden, so dass die Neuseeländerinnen ausschieden.
Ihren 100. und letzten Einsatz im Nationaltrikot hatte sie am 4. März 2020 gegen Belgien im ersten Spiel des Algarve-Cup 2020, als sie in der 90. Minute eingewechselt wurde und im anschließenden Elfmeterschießen dazu beitrug, dass Neuseeland mit 7:6 gewann.

## Erfolge
- Fußball-Ozeanienmeisterschaft der Frauen: Sieger 2010, 2014 und 2018
- 2013: Englischer Meister (Liverpool Ladies FC)
- Torschützenkönigin bei der Fußball-Ozeanienmeisterschaft der Frauen 2018